# Bút máy

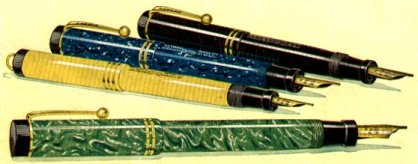
Bút máy hiệu Parker Duofold từ những năm 1920 dùng hệ thống dẫn mực Lucky Curve và tự bơm mực bằng một "nút bơm". Chúng dài gần 7 inch.

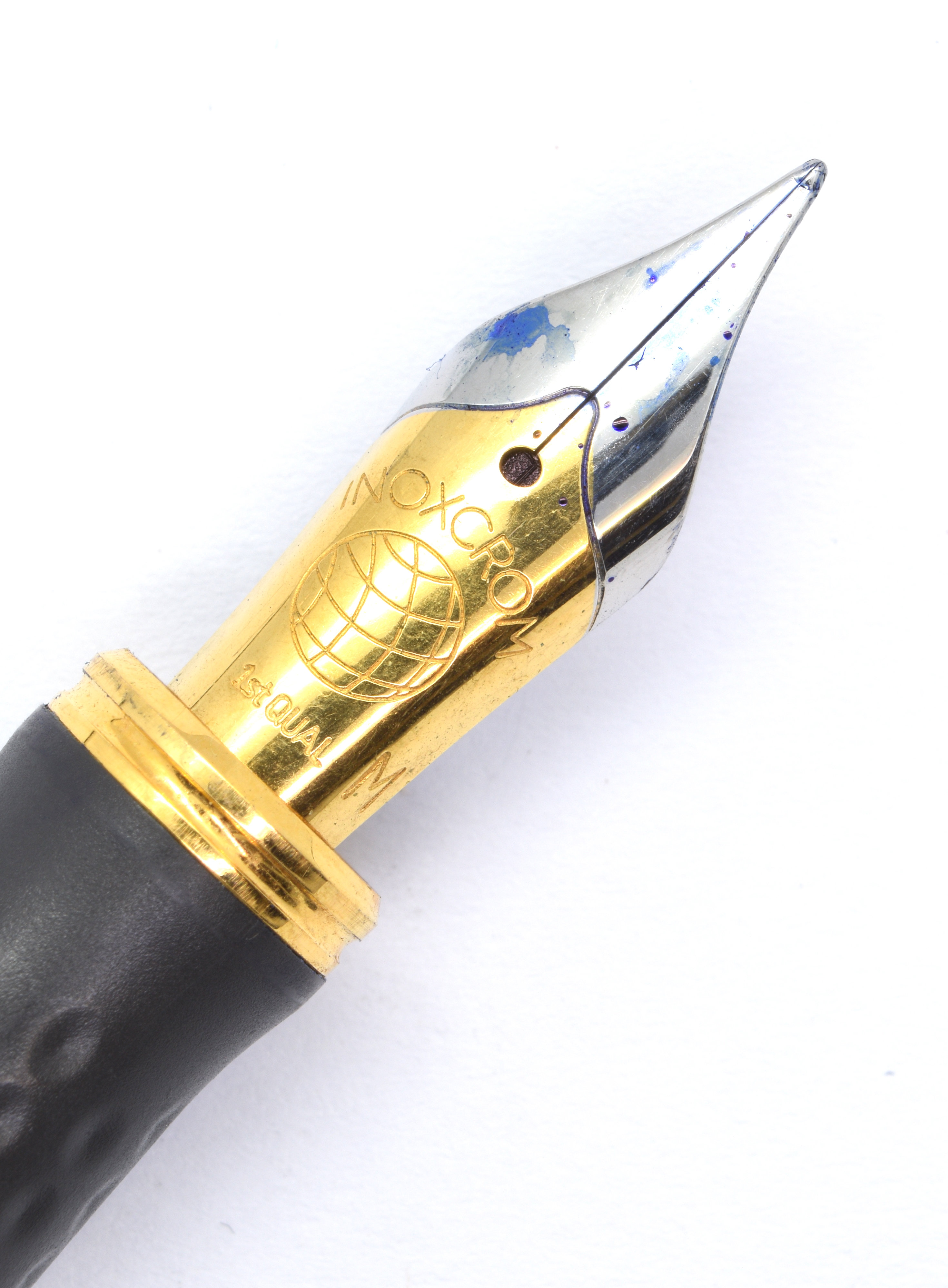
Ngòi bút

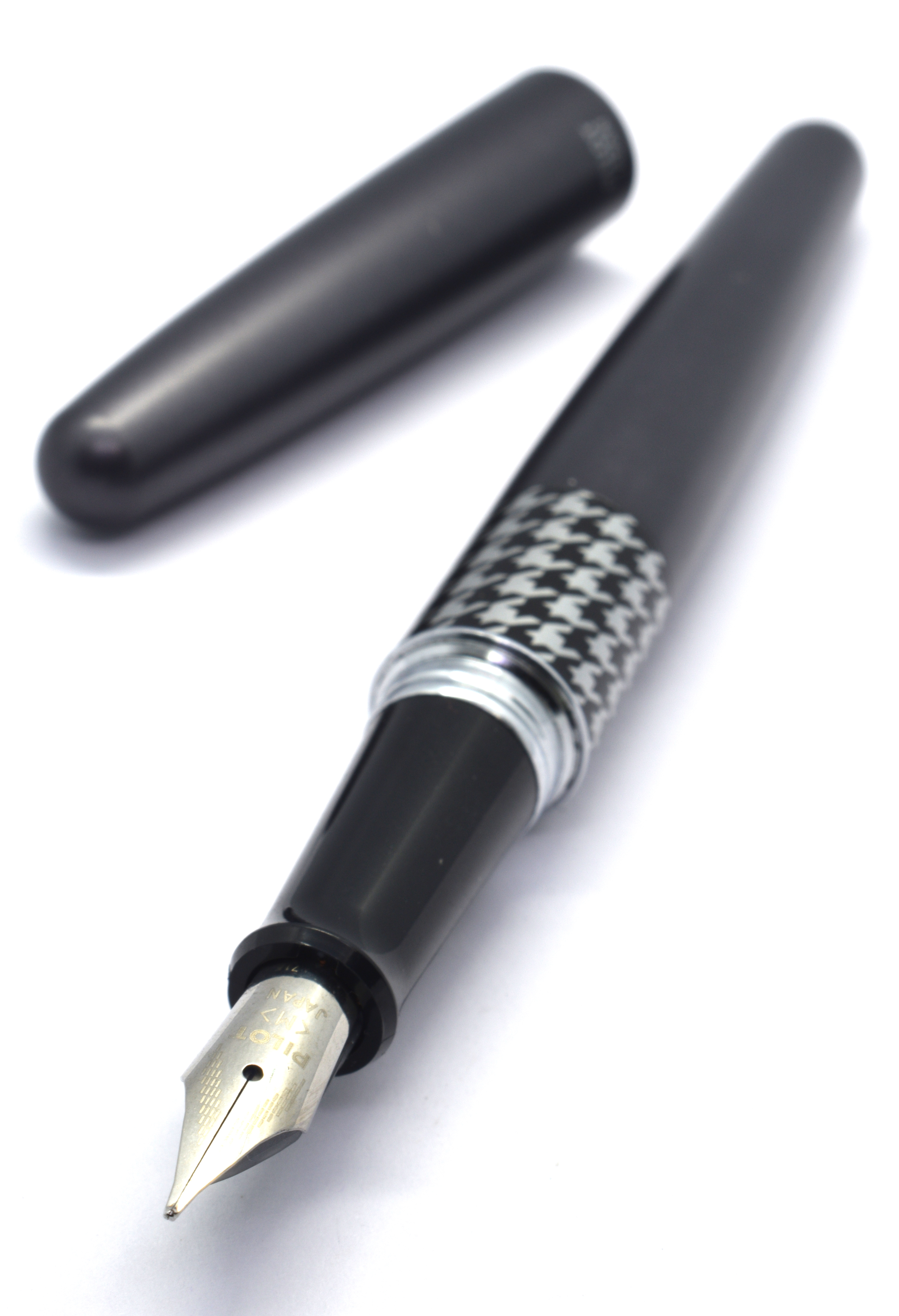
Bút máy và ruột mực

Bút máy hay viết máy (phương ngữ miền Nam) là loại bút có một bầu chứa mực viết lỏng. Mực được dẫn tới ngòi bút qua một hệ thống dẫn bằng mao dẫn và trọng lực. Mực có thể chứa trong một hộp nhỏ bằng nhựa lắp trong bầu bút hoặc trong ruột cao su. Loại dùng ruột cao su cổ hơn, khi lấy mực phải cắm bút vào lọ mực và dùng tay bóp ruột cao su để hút mực từ lọ. Loại này khi viết máy hết mực chỉ cần thay bằng ống mực khác.

## Lịch sử
Vào năm 973, Al-Muizz Lideenillah, một nhà thư pháp người Ai Cập là người đầu tiên chế tạo bút máy.
Được đưa vào Việt Nam vào đầu thế kỉ 20, nhưng vào giữa thế kỉ mới phổ biến trong dân chúng.

## Bút máy ở Mỹ vào năm 1880
Bút máy lần đầu tiên xuất hiện ở nước Mỹ vào khoảng năm 1880. Ngòi bút dược làm bằng vàng mạ hợp kim osimi -iriđi hoặc iriđi để không bị xước. Bên trong ruột bút có một ống nhỏ bằng nhựa hoặc cao su đựng mực.

## Việt Nam
Ở Việt Nam, đã có những người sử dụng các loại bút làm bằng công nghệ thủ công riêng biệt, ví dụ như bút Mermaid của hãng Grayson Tighe, mỗi loại chỉ có duy nhất một chiếc trên toàn thế giới, giá 14.000 USD